# Асамоа Гиан
Асамоа Гиан (Asamoah Gyan) е бивш футболист от Гана.

## Биография
Асамоа Гиан е роден на 22 ноември 1985 г. в Акра, Гана.